# Ralf Bartels
Ralf Bartels (Stavenhagen, 21 februari 1978) is een voormalige Duitse atleet, die gespecialiseerd was in het kogelstoten. Hij werd Europees kampioen en meervoudig Duits kampioen in deze discipline. Ook nam hij tweemaal deel aan de Olympische Spelen, maar won hierbij geen medailles.

## Biografie

### De beste bij de junioren
Zijn eerste internationale succes behaalde Bartels in 1996 door wereldkampioen bij de junioren te worden met een stoot van 18,71 m. Een jaar later bevestigde hij zijn pas verworven status door de titel bij de Europese junioren aan zijn palmares aan toe te voegen met een beste stoot van 18,30.

### Brons op EK 2002
Bij zijn eerste optreden op een groot seniorentoernooi, de wereldkampioenschappen van 2001 in het Canadese Edmonton, lukte het Bartels nog niet om door te dringen tot de finale, evenmin als het jaar daarop bij de Europese indoorkampioenschappen in Wenen. Stukken beter deed hij het echter later dat jaar bij de Europese outdoorkampioenschappen in eigen huis, München. Hij veroverde er met een beste stoot van 20,58 zelfs zijn eerste medaille bij de senioren, een bronzen.

### Finalist op OS 2004
In 2003 deed Bartels het op de WK in Parijs een stuk beter dan twee jaar eerder in Edmonton. Met een beste stoot van 20,50 behaalde hij de vijfde plaats. Ook bij zijn debuut op de Olympische Spelen van 2004 in Athene wist hij door te dringen tot de finale. Met een beste stoot van 20,26 bereikte Bartels de achtste plaats, een klassering die jaren later zelfs werd opgewaardeerd naar een zevende plaats vanwege de diskwalificatie van Joeri Bilonoh. De Oekraïner werd in 2012 na hertests van bewaarde monsters schuldig bevonden aan een overtreding van het dopingreglement en met terugwerkende kracht gediskwalificeerd.     

### Europees kampioen 2006
Een tweede bronzen plak op een seniorentoernooi veroverde Bartels in 2005 op de WK in Helsinki (20,99). Een jaar later werd hij Europees kampioen in Göteborg en versloeg hierbij de Wit-Rus Andrej Michnevitsj met zijn laatste poging van 21,13, die slechts 2 centimeter verder was dan die van de Wit-Rus. Het was een hoogtepunt in de loopbaan van de Duitser.
Op de WK van 2007 in Osaka werd hij bij het kogelstoten zevende. Die prestatie werd in 2013 opgewaardeerd naar een zesde plaats, doordat de Wit-Rus Andrej Michnevitsj alsnog tegen de lamp was gelopen wegens een dopingovertreding en als gevolg hiervan met terugwerkende kracht voor het leven was geschorst.
Ondanks een kwalificatie kon hij wegens een kuitblessure niet van start gaan op de Olympische Spelen van 2008 in Peking.

### Einde atletiekloopbaan
Op 2 september 2013 kondigde Bartels het einde van zijn atletiekcarrière als topsporter aan. Hij sprak hierbij de hoop uit, dat hij als trainer in de atletieksport actief zou kunnen blijven.
Ralf Bartels is aangesloten bij atletiekvereniging SC Neubrandenburg. Hij is werkzaam als soldaat bij de Sportfördergruppe van de Bundeswehr.

## Titels
- Europees kampioen kogelstoten - 2006
- Europees indoorkampioen kogelstoten - 2011
- Duits kampioen kogelstoten - 2002, 2003, 2004, 2005, 2006, 2008, 2009, 2010
- Duits indoorkampioen kogelstoten - 2003, 2004, 2006, 2009, 2010, 2013
- Wereldkampioen junioren kogelstoten - 1996
- Europees jeugdkampioen kogelstoten - 1997

## Persoonlijke records
| Onderdeel             | Prestatie | Datum            | Plaats  |
| --------------------- | --------- | ---------------- | ------- |
| kogelstoten (outdoor) | 21,37 m   | 15 augustus 2009 | Berlijn |
| kogelstoten (indoor)  | 21,44 m   | 13 maart 2010    | Doha    |

## Palmares
Kampioenschappen
- 1996:  WK U20 - 18,71 m
- 1997:  EK U20 - 18,30 m
- 1999: 6e EK U23
- 2001: 12e in kwal. WK - 19,41 m
- 2002: 8e in kwal. EK indoor - 19,60 m
- 2002:  Duitse kamp. - 20,29 m
- 2002:  EK - 20,58 m
- 2002:  Wereldbeker - 20,67 m
- 2003:  Duitse indoorkamp. - 20,07 m
- 2003: 12e in kwal. WK indoor - 19,32 m
- 2003:  Europese indoor Cup - 19,69 m
- 2003:  Duitse kamp. - 20,22 m
- 2003: 5e WK - 20,50 m
- 2004:  Duitse indoorkamp. - 20,22 m
- 2004: 6e in kwal. WK indoor - 19,93 m
- 2004:  Duitse kamp. - 20,37 m
- 2004:  Europa Cup - 20,54 m
- 2004: 7e OS - 20,26 m (na DQ Joeri Bilonoh)
- 2005:  Duitse kamp. - 20,67 m
- 2005:  WK - 20,99 m
- 2005:  Europa Cup - 20,76 m
- 2005: 4e Wereldatletiekfinale - 20,53 m
- 2006:  Duitse indoorkamp. - 21,43 m
- 2006: 12e in kwal. WK indoor - 19,46 m
- 2006:  Europese indoor Cup - 20,59 m
- 2006:  Duitse kamp. - 20,26 m
- 2006:  SPAR Europa Cup - 20,43 m
- 2006:  EK - 21,13 m
- 2006:  Wereldbeker - 20,67 m
- 2007: 6e WK - 20,45 m (na DQ Michnevitsj)
- 2007: 7e Wereldatletiekfinale - 19,49 m
- 2008:  Duitse kamp. - 20,60 m
- 2009:  Duitse indoorkamp. - 20,08 m
- 2009:  EK indoor - 20,39 m
- 2009: 6e FBK Games - 19,89 m
- 2009:  Duitse kamp. - 20,54 m
- 2009:  WK - 21,37 m
- 2009: 5e Wereldatletiekfinale - 20,58 m
- 2010:  Duitse indoorkamp. - 21,02 m
- 2010:  WK indoor - 21,44 m (na DQ Michnevitsj)
- 2010:  Duitse kamp. - 20,62 m
- 2010:  EK - 20,93 m (na DQ Michnevitsj)
- 2011:  EK indoor - 21,16 m
- 2011: 10e WK - 20,14
- 2012: 7e in kwal. OS - 20,00 m
- 2013:  Duitse indoorkamp. - 20,08 m
- 2013: 4e EK indoor - 20,16 m

Golden League-podiumplaatsen
- 2005:  ISTAF - 20,93 m
- 2006:  ISTAF - 20,50 m

Diamond League-podiumplaatsen
- 2010:  Qatar Athletic Super Grand Prix - 21,14 m